# 1909 în științifico-fantastic
- 1908 în științifico-fantastic — 1909 în științifico-fantastic — 1910 în științifico-fantastic

1909 în științifico-fantastic a implicat o serie de evenimente:

## Nașteri și decese

### Nașteri
- Arthur K. Barnes (d. 1969)
- Neil R. Jones (d. 1988)
- Anton M. Kolnberger (d. 1976)
- Erik von Kuehnelt-Leddihn (d. 1999)
- Thomas Calvert McClary (d. 1972)
- Gerhard Naundorf (d. 1980)
- Edgar Pangborn (d. 1976)
- Rog Phillips (d. 1966)

### Decese
- Richard C. Michaelis (n. 1839)

## Cărți

### Romane
- Anno Domini 2000 de Rosa Voigt
- A Columbus of Space și The Sky Pirate de Garrett P. Serviss
- Tono-Bungay de H.G. Wells
- The Lady of Blossholme de H. Rider Haggard

### Povestiri
- „Mașina se oprește” de E. M. Forster

## Filme
| Titlu                                        | Regizor         | Distribuție | Țara                                                  | Sub-Gen /Note |
| -------------------------------------------- | --------------- | ----------- | ----------------------------------------------------- | ------------- |
| The Airship Destroyer (Distrugătorul aerian) | Walter R. Booth |             | Regatul Unit al Marii Britanii și al Irlandei de Nord | [ 2 ]         |
|                                              |                 |             |                                                       |               |